# Alcis oxyrrina
Alcis oxyrrina là một loài bướm đêm trong họ Geometridae.